# Le Mesnil-Réaume
Le Mesnil-Réaume é uma comuna francesa na região administrativa da Normandia, no departamento de Sena Marítimo. Estende-se por uma área de 5,52 km². Em 2010 a comuna tinha 809 habitantes (densidade: 146,6 hab./km²).